# Herbert Fiedler
Herbert Fiedler (* 29. April 1929 in Zwittau, Tschechoslowakei; † 15. Oktober 2015) war ein deutscher Rechtswissenschaftler und einer der Nestoren der Rechtsinformatik in Deutschland.

## Leben
Nach seinem Abitur 1948 studierte Fiedler Rechtswissenschaften und anschließend Mathematik/Physik mit dem Schwerpunkt mathematische Logik und Grundlagenforschung. Für letzteres wurde er gefördert durch die Studienstiftung des deutschen Volkes. 1955 wurde er an der Universität Göttingen mit einer strafrechtlichen Arbeit zum Thema Vorhaben und Versuch. Eine Untersuchung zu den Grundlagen der deutschen Rechtsprechung zu § 43 StGB zum Dr. jur. promoviert, 1962 folgte die Promotion zum Dr.rer.nat an der Westfälischen Wilhelms-Universität in Münster mit einer mathematischen Arbeit Zur Stufenreduktion von Kalkülen. 1969 habilitierte er sich an der Universität zu Köln zum Thema Die Bestimmtheit der gesetzlichen Straftatbestände als methodisches und verfassungsrechtliches Problem. Im gleichen Jahr übernahm er eine Lehrstuhlvertretung (Strafrecht) an der Universität Bielefeld. 1970 ergingen Rufe nach Bielefeld und Bonn. Seine akademische Laufbahn führte ihn somit nach Bonn, wo er von 1970 bis zu seiner Emeritierung im Jahr 1994 ordentlicher Professor an der Rechts- und Staatswissenschaftlichen Fakultät war. Zugleich leitete Fiedler in Bonn die von ihm neu gegründete Forschungsstelle für Juristische Informatik und Automation (FJI) und war Leiter verschiedener Organisationseinheiten der Gesellschaft für Mathematik und Datenverarbeitung (GMD). Für die GMD leitete Fiedler 1970 bis 1972 die Systemanalyse und Konzeption des juris-Projekts (GmbH 1985). Er betreute anschließend eine Vielzahl von Projekten zur IT-Unterstützung von Justiz und öffentlicher Verwaltung. Darüber hinaus war Fiedler seit 1972 Mitglied in der Gesellschaft für Informatik (GI) und häufig Sprecher verschiedener, einschlägiger Fachgliederungen im Bereich von Informatik, Recht und öffentlicher Verwaltung. Daneben engagierte er sich in der International Federation for Information Processing (IFIP), der Deutschen Gesellschaft für Recht und Informatik (DGRI) sowie im Internationalen Rechtsinformatik Symposion (IRIS). Fiedler war verheiratet und hatte zwei Kinder. – Er starb 2015.

## Wirken
Schon früh fokussierte Fiedler sein wissenschaftliches Wirken auf die Themen Recht, Logik und Mathematik und richtete im Folgenden sein Hauptaugenmerk auf die Formalisierung im Recht und die Bedeutung von Recht als Beitrag zur Grundlagenforschung juristischer Datenverarbeitung. Hieraus ergaben sich zwangsläufig weitere Fragestellungen, insbesondere der Organisation informationstechnikgestützter öffentlicher Verwaltung, computergestützter juristischer Expertensysteme, sowie des Datenschutzes und der Datensicherheit oder nach der Information als Wirtschaftsgut. Sein besonderes Anliegen ist die Fortexistenz des Staates im Cyberspace. Diese Themen griff Fiedler jeweils in einem sehr frühen Stadium auf und formulierte damit bereits Fragestellungen, denen sich auch heute noch die moderne Informationsgesellschaft stellen muss.

## Schriften
Dissertation/Habilitation:
- Vorhaben und Versuch. Eine Untersuchung zu den Grundlagen der deutschen Rechtsprechung zu § 43 StGB. Dissertation. Rechts- und staatswissenschaftliche Fakultät der Georg-August-Universität Göttingen, 1955.
- Zur Stufenreduktion von Kalkülen. Diss. der math.-natw. Fakultät der Universität Münster, 1962.
- Vorhaben und Versuch im Strafrecht. Über ein Handlungsmodell der strafrechtlichen Versuchslehre. Nomos-Verlag, Baden-Baden 1967.
- Die Bestimmtheit der gesetzlichen Straftatbestände als methodisches und verfassungsrechtliches Problem. Habilitationsschrift der rechtswissenschaftlichen Fakultät der Universität Köln, 1969.

Monographien/Sammelwerke:
- Derecho, lógica, matemática. Colección Filosofía y derecho 5, Buenos Aires 1968.
- mit R. Dierstein und A. Schulz (Hrsg.): Datenschutz und Datensicherung. Referate der gemeinsamen Fachtagung der österreichischen Gesellschaft für Informatik (ÖGI) und der Gesellschaft für Informatik (GI), Johannes-Kepler-Universität Linz/Österreich, 21.–23.09.1976. Bachem-Verlag, Köln 1976.
- mit H. Reinermann, K. Grimmer, K. Lenk und R. Traunmüller (Hrsg.): Organisation Informationstechnik-gestützter öffentlicher Verwaltungen – Fachtagung Speyer 1980. (= Informatik-Fachberichte Nr. 44). Springer-Verlag, Berlin 1981.
- mit Th. Barthel und G. Voogd: Untersuchungen zur Formalisierung im Recht als Beitrag zur Grundlagenforschung juristischer Datenverarbeitung (UFORED). (= Forschungsberichte des Landes NW Nr. 3180). Westdeutscher Verlag, Opladen 1984.
- mit R. Traunmüller, K. Grimmer und H. Reinermann (Hrsg.): Neue Informationstechnologie und Verwaltung. (= Informatik-Fachberichte Nr. 80). Springer-Verlag, Berlin 1984.
- mit H. Reinermann, K Grimmer; Lenk, K., Traunmüller und R. (Hrsg.): Öffentliche Verwaltung und Informationstechnik: Neue Möglichkeiten, neue Probleme, neue Perspektiven. (= Informatik-Fachberichte Nr. 98). Springer-Verlag, Berlin 1985.
- mit U. Erdmann, F. Haft und R. Traunmüller (Hrsg.): Computergestützte juristische Expertensysteme. (= Neue Methoden im Recht. Band 1). Attempto, Tübingen 1986.
- mit R. Traunmüller (Hrsg.): Formalisierung im Recht und Ansätze juristischer Expertensysteme. 1. Workshop des Arbeitskreises „Formalisierung und formale Modelle im Recht“ der Gesellschaft für Informatik (GI), (= Arbeitspapiere Rechtsinformatik. Heft 21). J. Schweitzer Verlag, München 1986.
- mit F Haft; Traunmüller und R. (Hrsg.): Expert Systems in Law – Impacts on Legal Theory and Computer Law. (= Reihe Neue Methoden im Recht Nr. 4). Attempto, Tübingen 1988.
- mit H. Reinermann, K. Grimmer, K. Lenk und R. Traunmüller (Hrsg.): Neue Informationstechniken – Neue Verwaltungsstrukturen? (= Schriftenreihe Verwaltungsinformatik Nr. 1). R. v. Decker & C.F. Müller, Heidelberg 1988.
- mit G. Oppenhorst (Hrsg.): Computer in der Juristenausbildung – Elemente praktischer Rechtsinformatik – Benutzeroberflächen, Rechnervernetzung, Textverarbeitung, Datenbanken, Informationsdienste, Autorensysteme, Expertensysteme. C.H. Beck-Verlag, München 1989.
- als Hrsg.: Rechtsprobleme des elektronischen Publizierens. Deutsche Gesellschaft für Informationstechnik und Recht, (= Schriftenreihe Informationstechnik und Recht Nr. 3). Dr. Otto Schmidt Verlag, Köln 1992.
- mit F. Haft (Hrsg.): Informationstechnische Unterstützung von Richtern, Staatsanwälten und Rechtspflegern. (= Rechtstatsachenforschung/Beiträge zur Strukturanalyse der Rechtspflege). Bundesanzeiger. Köln 1992.
- mit H. Ullrich (Hrsg.): Information als Wirtschaftsgut – Management und Rechtsgestaltung –, Deutsche Gesellschaft für Recht und Informatik. (= Schriftenreihe Informationstechnik und Recht Nr. 5). Dr. Otto Schmidt Verlag, Köln 1997.
- vollständiges Schriftenverzeichnis (PDF-Datei; 64 kB)